# Recensământul Statelor Unite ale Americii din 1810
Recensământul Statelor Unite ale Americii din 1810 (engleză The United States Census of 1810) a fost al treilea din recensămintele efectuate o dată la zece ani în Statele Unite ale Americii, fiind primul dintr-o serie ce cuprinde azi 23 de calculări ale populației Uniunii.  A fost încheiat la 6 august 1810. 
Din păcate, datele acestui recensământ sunt dispersate, puține și neclare. Unele dintre aceste date sunt disponibile online, dar cele mai multe sunt considerate pierdute. 

## Componența Statelor Unite ale Americii în 1810

Animaţie prezentând ordinea intrării statelor în Uniune (1776 - 1959)

În 1810, Statele Unite aveau 17 state, Uniunea fiind constituită din cele 13 state care fuseseră cele treisprezece colonii originare care se răsculaseră contra Marii Britanii în 1775 - 1776, la care s-au adăugat în deceniul 1791 - 1800 trei noi state Vermont (în 1791), Kentucky (în 1792) și Tennessee (în 1796).  În deceniul 1801 - 1810, doar un singur stat s-a alăturat Uniunii, Ohio, ca ce de-al șaptesprezecelea stat al acesteia. 
- 17. Ohio la 1 martie 1803.

Deși Congresul Statelor Unite ale Americii al acelor ani a considerat de facto Ohio ca al 17-lea stat al Uniunii prin extinderea legile federale la teritoriul acestuia în ziua de 19 februarie 1803, nici o rezoluție formală de acceptare nu a fost votată, așa cum s-a întâmplat cu toate celelalte state. Oricum, pe 7 august 1953, după "numai" 150 de ani, Congress-ul a votat o rezoluție retroactivă, făcând Ohio un stat al Statelor Unite ale Americii începând cu ziua de 1 martie 1803, data când prima adunare generală a statului Ohio a fost constituită și adunată în prima sa sesiune.